# ۱۸۲۶
۱۸۲۶ (میلادی) هزار و هشتصد  و بیست و ششمین سال تقویم میلادی است.

## رویدادها
- نخستین عکس منظره ثبت‌شده در تاریخ توسط ژوزف نیسفور نیپس (۱۸۲۶ یا ۱۸۲۷ میلادی)

## زادگان
- ۱۷ سپتامبر – برنهارت ریمان، ریاضی‌دان آلمانی (د. ۱۸۶۶)
- ۲۹ مارس – ویلهلم لیبکنشت، ژورنالیست، نویسنده، و سیاست‌مدار آلمانی (د. ۱۹۰۰)
- ۶ آوریل – گوستاو مورو، هنرمند، نقاش، و مجسمه‌ساز فرانسوی (د. ۱۸۹۸)
- ۴ مه – فردریک ادوین چرچ، نقاش آمریکایی (د. ۱۹۰۰)
- ۳ دسامبر – جورج بی مک‌کللن، افسر آمریکایی (د. ۱۸۸۵)

## درگذشتگان
- ۲۲ ژوئیه – جوزپه پیاتسی، ستاره‌شناس ایتالیایی (ز. ۱۷۴۶)
- ۲۳ نوامبر – یوهان الرت بوده، ستاره‌شناس آلمانی (ز. ۱۷۴۷)
- ۳ ژوئن – نیکولای کارامزین، زبان‌شناس، نویسنده، شاعر، و تاریخ‌نگار روس (ز. ۱۷۶۶)